# کوه ورشک
کوه ورشک (به صربی: Vršac Mountains) یک رشته‌کوه در صربستان است که در Banat / Serbia واقع شده‌است. کوه ورشک ۶۴۱ متر بالاتر از سطح دریا واقع شده‌است.